# Xiaocun (sockenhuvudort i Kina, Hubei Sheng, lat 29,91, long 108,96)
Xiaocun (kinesiska: 小村, 小村乡) är en sockenhuvudort i Kina. Den ligger i provinsen Hubei, i den centrala delen av landet, omkring 520 kilometer väster om provinshuvudstaden Wuhan. Antalet invånare är 17 159. Befolkningen består av 8 415 kvinnor och 8 744 män. Barn under 15 år utgör 20,0 %, vuxna 15-64 år 68 %, och äldre över 65 år 10,0 %.
Runt Xiaocun är det ganska tätbefolkat, med 149 invånare per kvadratkilometer. Närmaste större samhälle är Maoba, 15,0 km nordost om Xiaocun. I omgivningarna runt Xiaocun växer i huvudsak blandskog.
Genomsnittlig årsnederbörd är 1 647 millimeter. Den regnigaste månaden är september, med i genomsnitt 269 mm nederbörd, och den torraste är december, med 17 mm nederbörd.